# Kroniki Myrtany: Archolos
Kroniki Myrtany: Archolos – modyfikacja gry komputerowej Gothic II. Twórcy uzyskali wsparcie THQ Nordic (wydawcy serii Gothic), a gra została wydana na platformie Microsoft Windows w 2021 roku.
Została wyprodukowana przez zespół liczący około 30 osób, pracujących przez ponad 4 lata. Ponad 60 aktorów głosowych zostało zaangażowanych w polską wersję językową, a 50 muzyków wykonało ścieżkę dźwiękową.

## Fabuła
Gra jest prequelem serii Gothic. Akcja toczy się na wyspie Archolos 10 lat przed wydarzeniami z pierwszej części cyklu, wspomnianej w oryginalnej grze. Jest to duża wyspa na wschód od Myrtany, słynąca z najlepszych winnic w królestwie. Gra przedstawia wydarzenia, które prowadzą do sytuacji z tej serii gier.
Protagonistą jest młodzieniec o imieniu Marvin. Chłopak ucieka z rodzinnej wyspy Londram wraz ze starszym bratem Jornem i próbuje dostać się na tytułową wyspę Archolos. Przyczyną rozpoczęcia podróży staje się zarówno śmierć matki i ojca, jak i też widmo wojny z orkami, które zawisło nad rodzinną wyspą. Bracia trafiają na statek i razem z grupką uchodźców wyruszają ku nowemu życiu.

## Rozgrywka
Mechanika rozgrywki nie różni się znacząco od dwóch pierwszych odsłon serii Gothic. Najbardziej widocznymi zmianami są znacznie rozszerzony system gotowania, alchemii oraz wytwarzania przedmiotów, a także nowy system szybkiej podróży.
System dialogów, w których wcześniej mógł brać udział tylko bohater i jedna postać, został rozszerzony o możliwość rozmawiania z wieloma postaciami. Zamiast znanego z oryginalnej gry automatycznego ustawienia kamery, w wielu rozmowach praca kamery została zaprojektowana ręcznie.
Zaprojektowany został system listów gończych oraz polowań na bestie. W wielu miejscach w grze udostępniono tablice z ogłoszeniami dotyczące bandytów oraz bestii, za zneutralizowanie których przewidziana jest nagroda.
Zaimplementowano szereg drobnych usprawnień Gothica II, jak na przykład przywrócenie podzielonego na kategorie ekwipunku gracza, znanego z pierwszej części serii, czy dodanie bohaterowi kołczanu na strzały na plecach, dzięki czemu możliwe jest szybkie sprawdzenie ilości posiadanej amunicji.

## Produkcja
Przed rozpoczęciem produkcji zespół tworzył modyfikację Dzieje Khorinis do gry Gothic 2: Noc Kruka. Z powodu konfliktów wewnętrznych w styczniu 2018 roku zespół podzielił się, tworząc dwie niezależne grupy. Większość twórców rozpoczęła tworzenie nowego projektu Kroniki Myrtany: Archolos, gdy pozostali kontynuowali prace nad projektem Dzieje Khorinis.
We wrześniu 2019 roku w studiach Uniwersytetu Muzycznego Fryderyka Chopina odbyły się nagrania ścieżki dźwiękowej do gry.
W maju 2020 roku zespół ogłosił, że wersja alfa gry została ukończona.
W grudniu 2020 roku twórcy zaprezentowali oficjalny zwiastun przedstawiający Marvina, głównego bohatera gry, wraz z planami premiery w 2021 roku. Twórcy poinformowali, że rozpoczęła się ostatnia faza produkcji, począwszy od nagrań dubbingu.
W maju 2021 roku zespół ogłosił, że gra zostanie wydana również na platformie GOG.com.
29 listopada 2021 roku, w 19. rocznicę premiery Gothica II, pojawił się ostatni zwiastun gry. Została w nim ujawniona główna obsada dubbingu oraz data premiery wyznaczona na 10 grudnia.

## Dubbing

### Wersja polska
W głównych rolach głosu użyczyli:
- Michał Klawiter – Marvin
- Mirosław Zbrojewicz – Roderich
- Kamil Pruban – Lorenzo
- Janusz Zadura – Kessel
- Cezary Żak – Albyn, Ergo
- Olga Borys – Vlada, Alena
- Artur Barciś – Bodowin, Bevin
- Paweł Gabryszewski – Jorn, Adelard, Tengral
- Oskar Stoczyński – Volker, Fabio
- Adam Żejmo – Slager, Folkard, Salzer, Gerd, Thiago, Boles, Ludwig, Cabi, Euric, Kaleb, Nikolt
- CeZik – Riordian
- Krzysztof Szczerbiński – Ingolf, Trimegisto
- Monika Orzeł – Ivy, Helga, Rita
- Robert Czebotar – Gubernator Morris
- Wojciech Majchrzak – Detlow, Salvi, Kobus

### Wersja rosyjska
W głównych rolach głosu użyczyli:
- Stanisław Czerskow — Marvin
- Alieksiej Gnieszujew — Volker, Fabio, Huxley, Rierol, Ripper, Murk, Igor
- Alieksiej Nikitin — Jorn, Adelard, Ludlof, Randal, Devir, Neral, Hod, Barry
- Giennadij Nowikow — Riordian
- Konstantin Karasik(inne języki) — Kessel
- Jelizawieta Korniłowa — Ivy, Helga, Rita, Flora, Gretel
- Dmitriy Filimonow(inne języki) — Gubernator Morris
- Wasilij Dakhnenko(inne języki) — Winstan
- Fiodor Suchow(inne języki) — Bodowin, Bevin, Simon, Kipper
- Jurij Mienszagin(inne języki) — Odgar
- Aleksandr Gruzdiew(inne języki) — Bastian, Nek
- Walerij Storozhik(inne języki) — Lokvar, Yezegan

## Odbiór gry
W ciągu pięciu dni od wydania, gra została pobrana ponad 100 tysięcy razy na samej platformie Steam. W szczytowym momencie grę uruchomiło ponad 9 tysięcy osób jednocześnie.
Pod koniec grudnia 2021 roku Kroniki Myrtany otrzymały tytuł „Mod of the Year 2021” w plebiscycie organizowanym przez Mod DB.
W sierpniu 2022 roku Kroniki Myrtany otrzymały tytuł najlepszej modyfikacji ostatniej dekady według graczy w plebiscycie organizowanym przez Mod DB.
W rocznicę premiery, w grudniu 2022 roku, twórcy potwierdzili, że grę pobrano 500 tysięcy razy.
Redaktor CD-Action, szef działu recenzji, Barnaba Siegel, przyznał grze ocenę 8+/10 chwaląc zachowany klimat oryginału, ścieżkę dźwiękową produkcji oraz fenomenalny dubbing.
Redakcja Gry-Online wystawiła grze ocenę 9/10. W swojej recenzji Hubert Śledziewski chwalił wciągającą, osobistą fabułę oraz liczne zmiany wzbogacające rozgrywkę, a także świetnie oddany klimat Gothica.

### Nagrody i nominacje
| Rok  | Nagroda                     | Kategoria                                    | Nominowany                                             | Rezultat  | Przypisy |
| ---- | --------------------------- | -------------------------------------------- | ------------------------------------------------------ | --------- | -------- |
| 2021 | 20. edycja Mod of the Year  | Najlepsza modyfikacja zdaniem graczy         | Kroniki Myrtany: Archolos                              | wygrana   | [ 20 ]   |
| 2022 | Digital Dragons Awards 2021 | Najlepsza polska gra                         | Kroniki Myrtany: Archolos                              | nominacja | [ 25 ]   |
| 2022 | Digital Dragons Awards 2021 | Najlepszy projekt polskiej gry               | Kroniki Myrtany: Archolos                              | nominacja | [ 25 ]   |
| 2022 | Digital Dragons Awards 2021 | Najlepsza oprawa artystyczna w polskiej grze | Kroniki Myrtany: Archolos                              | nominacja | [ 25 ]   |
| 2022 | Digital Dragons Awards 2021 | Najlepsza ścieżka dźwiękowa w polskiej grze  | Kamil Jędrzejewski, Szymon Nawrocki, Andante’s Inferno | nominacja | [ 25 ]   |
| 2022 | Nagroda 20-lecia Mod DB     | Modern Masterpieces                          | Kroniki Myrtany: Archolos                              | wygrana   | [ 22 ]   |

## Po premierze
Gra została przetłumaczona na wiele języków przez społeczność fanów, a dzięki wsparciu twórców oficjalnie wydana w języku niemieckim, włoskim, rosyjskim, hiszpańskim, czeskim oraz węgierskim.
Twórcy byli wielokrotnie zapraszani na wydarzenia takie jak Pyrkon, Poznań Game Arena, Digital Dragons oraz CD-Action Expo, podczas których uczestniczyli w panelach Q&A, a także prezentowali wykłady na temat produkcji.
W rocznicę premiery, w grudniu 2022 roku, został udostępniony materiał wideo dziękujący fanom za odbiór produkcji. W filmie ujawniono, że twórcy dalej pracują nad rozwojem gry, a w planach jest wydanie wersji 2.0.
W kwietniu 2023 roku została zapowiedziana Edycja Moda Dekady, zwana wcześniej wersją 2.0. Zmiany dotyczą głównie przebudowy rozgrywki postaci maga, usprawnienia balansu oraz rozszerzenia zakończenia gry. Wprowadzony zostanie także opcjonalny tryb Hardcore Mode w formie DLC, który będzie umożliwiał podniesienie poziomu trudności gry oraz własnoręczne jego dostosowanie przez gracza. Data premiery nie została ogłoszona.
W kwietniu 2024 roku gra otrzymała rosyjski dubbing, przygotowany przez Train Studio.
Po premierze część twórców została zatrudniona w  przedsiębiorstwach, takich jak CD Projekt Red, Techland, Alkimia Interactive, Teyon czy MegaPixel Studio.